# جيريمي فيلد
جيريمي فيلد (بالإنجليزية: Jeremy Field)‏ هو عالم أحياء تطوري بريطاني، ولد في القرن العشرين.